# Virginから始めよう
「Virginから始めよう」（バージンからはじめよう）は、太田裕美が1994年の6月に発売したシングルである。

## 解説
- NTV40周年記念キャンペーン・オリジナル・テーマ・ソングになった[1]。

## 収録曲
1. Virginから始めよう
  - 作詞・作曲:太田裕美／編曲:井上鑑
2. 満月の夜 君んちへ行ったよ（remix）
  - 作詞:銀色夏生／作曲:太田裕美／編曲:大村雅朗
3. Virginから始めよう（カラオケ）
  - 作曲:太田裕美／編曲:井上鑑